# Marc Laurent
Marc Laurent (29 de mayo de 1947) es un deportista francés que compitió en vela en la clase 470. Ganó una medalla de oro en el Campeonato Mundial de 470 de 1975 y una medalla de plata en el Campeonato Europeo de 470 de 1969.

## Palmarés internacional
| Campeonato Mundial | Campeonato Mundial                  | Campeonato Mundial | Campeonato Mundial |
| Año                | Lugar                               | Medalla            | Clase              |
| ------------------ | ----------------------------------- | ------------------ | ------------------ |
| 1975               | Association Island (Estados Unidos) | Medalla de oro     | 470                |
| Campeonato Europeo |                                     |                    |                    |
| Año                | Lugar                               | Medalla            | Clase              |
| 1969               | Castiglione (Italia)                | Medalla de plata   | 470                |